# Dios los cría (película de 1953)
Dios los cría es una película de comedia mexicana de 1953 dirigida por Gilberto Martínez Solares sobre su propio guion escrito en colaboración con Alejandro Verbitsky, y protagonizada por Germán Valdés «Tin-Tan», Niní Marshall y Celia Viveros. 

## Argumento
Cuenta la historia de dos pícaros y atorrantes hermanos que lo único que le interesa es seducir a todas las bellas mujeres de México que se les cruzan en el camino Ellas terminan accediendo a sus pedidos, pero en el camino se les cruza Niní Marshall, que se encarga de encaminarlos, produciendo varias situaciones cómicas.

## Reparto
- Germán Valdés como Tin-Tan.
- Niní Marshall como Nínive Canovas Canesi
- Ramón Valdés como Ramón; Otto Frijoleskraft.
- Elvira Lodi como Invitada a fiesta.
- Marcelo Chávez como Licenciado Trinquete.
- Celia Viveros como Lupe.
- José René Ruiz Martínez como Tun-Tun.
- Juan García como Asistente de licenciado.
- Rafael Estrada como Representante de agencia.
- Armando Acosta como Transeúnte de estación de ferrocarril.
- Daniel Arroyo como Miembro de comité de asilo.
- Carlos Bravo y Fernández como Representante de agencia.
- Victorio Blanco como Espectador de asamblea.
- Carmen Cabrera como Invitada a fiesta.
- Jorge Chesterking como Hombre con trofeo.
- María Luisa Corona como Nicefora, anciana sorda.
- María Luisa Cortés como Invitada a fiesta.
- Leonor Gómez como Mujer transeúnte.
- Ismael Larumbe como Empleado de hotel.
- Kika Meyer como Clienta de salón de belleza.
- Rubén Márquez como Invitado a fiesta.
- José Ortega como Chofer de Otto.
- José Ortiz de Zárate como Carlos Fernández Taboada.
- Yolanda Ortiz como Clienta de salón de belleza.
- Virginia Retana como Invitada a fiesta.
- Carlos Robles Gil como Invitado a fiesta.
- María Valdealde como Doña Carolina Mortero de Campaña.
- Hernán Vera como Anunciador en asamblea.